# Aualm (Bad Gastein)
Die Aualm ist eine Alm in der Gemeinde Bad Gastein im österreichischen Bundesland Salzburg.

## Lage und Charakteristik
Die Aualm liegt im Naßfelder Tal an den nordöstlichen Ausläufern des Scharecks in der Goldberggruppe. Sie gehört zur Ortschaft Bad Gastein, zur Katastralgemeinde Böckstein und zum Landschaftsschutzgebiet Gasteiner-Tal. Sie befindet sich am linken Flussufer der Nassfelder Ache.
Eine Almhütte steht auf einer Höhe von 1600 m ü. A. Es handelt sich um ein gemauertes Steinhaus, auf das ein Ansdach mit Scharschindeln aufsetzt. Davor schließt ein kleiner Holzbau jüngeren Datums mit Legschindeln an. Nördlich der Almhütte erstreckt sich ein Heuanger mit einem verfallenen Legsteinzaun. Bei der Alm verläuft der Weitwanderweg Rupertiweg. Die Gamswild-Ruhezone Neuwirthsteig westlich des Areals darf von 1. Dezember bis 31. Mai nicht betreten werden.

## Geschichte
Vermutlich wurde die Aualm im Mittelalter als eine der ersten Almen im Naßfelder Tal gegründet. Die Almhütte und der Anger sind im von 1823 bis 1830 erstellten Franziszeischen Kataster verzeichnet. Der Anger erstreckte sich noch in den 1950er Jahren weiter Richtung Süden.